# Артур Алліксаар
Артур Алліксаар (ест. Artur Alliksaar; *15 квітня 1923, Тарту — †12 серпня 1966, Тарту) — естонський поет.